# Antratsyt
Antratsyt (em ucraniano:  Антрацит; em russo:  Антрацит) é uma cidade da Ucrânia, situada no Oblast de Luhansk. Tem 61,3 km² de área e sua população em 2020 foi estimada em 52.525 habitantes.